# Douyé

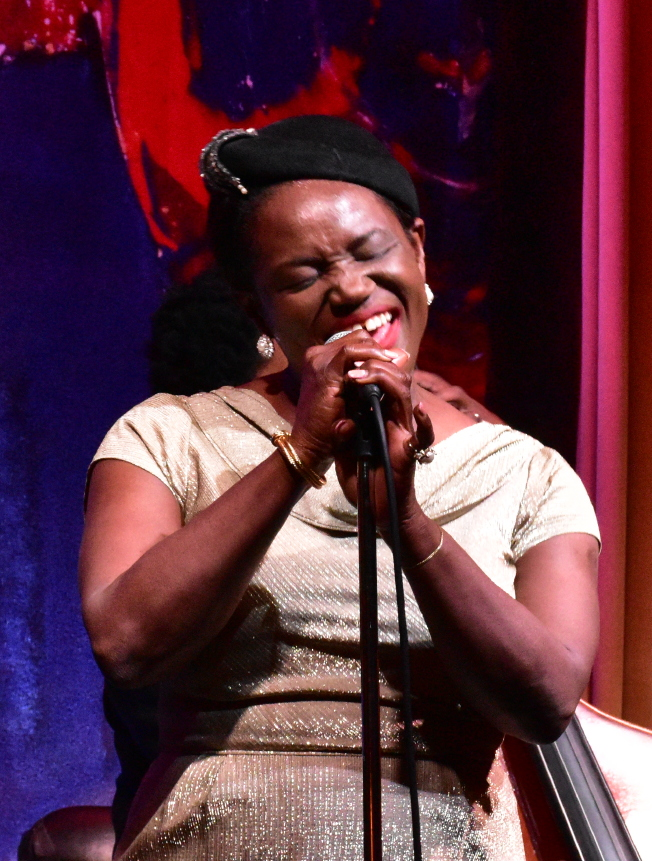
Douyé (2018)

Douyé (* 4. Januar 1969 in Lagos als Douyé Doubara Bella Youduba) ist eine nigerianische R&B- und Jazzsängerin und Songwriterin, die heute in Los Angeles lebt.

## Leben und Wirken
Douyé hörte bereits als Kind zuhause mit ihrem Vater, der meinte, sie solle später Jazzsängerin werden, Platten mit Jazzgesang. Schon in jungen Jahren war sie Mitglied eines Kirchenchors in Lagos. Als Jugendliche schrieb sie auch Gedichte und Lieder. Sie verbrachte zunächst die Sommer in Großbritannien; dann zog sie nach Los Angeles, um am Musicians Institute Gesang zu studieren. Während ihres Studiums lernte sie den Songschreiber Terry Shaddick kennen, mit dem eine musikalische Partnerschaft entstand. Gemeinsam schrieben sie die Musik für ihre ersten beiden, im Contemporary R&B verhafteten Alben Journey (2008) und So Much Love (2014). Der Titel „Life Is Good“ schaffte es bis auf Platz 9 der britischen Soul-Charts
Nachdem Douyé 2013 ihr zweites Album fertiggestellt hatte, wollte sie herausfinden, ob sie auch Jazz singen könnte und erprobte sich mit Erfolg auf Jam-Sessions. Auf ihrem dritten Album Daddy Said So (2017) interpretierte sie eine Reihe von Jazzstandards mit (wechselnden) Besetzungen; Gastauftritte hatten Musiker wie Kenny Barron, Ron Carter, Jeremy Pelt und Russell Malone. Ihr in großformatiger Besetzung entstandenes Album Quatro (Bossa Nova Deluxe) von 2019 hinterließ bei der Kritik einen zwiespältigen Eindruck. Mit Trompeter Sean Jones, Gitarrist Lionel Loueke und Bassist Buster Williams entstand das Album The Golden Sèkèrè (2023), auf dem sie „ihr polyrhythmisches afrikanisches Erbe mit der Lyrik der westlichen Jazzwelt zu einer erstaunlichen Sammlung aus tiefer Anmut und perkussiver Erhabenheit vereint.“

## Diskographie
- Journey (2008)
- So Much Love (2014)
- Daddy Said So (2017)
- Quatro (Bossa Nova Deluxe) (2019)
- The Golden Sèkèrè (2023)